# Поддубко Валентин Олександрович
Валентин Олександрович Поддубко (Піддубко) (30 липня 1910, місто Катеринослав, Російська імперія — 31 жовтня 1994) — співробітник органів державної безпеки, генерал-майор інженерно-технічної служби, начальник Управління матеріально-технічного постачання (УМТС) НКВС.

## Біографія
Народився 30 липня 1910 року в Катеринославі, тепер — м. Дніпро в родині слюсаря.
З жовтня 1925 до квітня 1931 року — учень слюсаря, слюсар металургійного заводу імені Петровського міста Дніпропетровська. У 1930 році закінчив вечірній робітничий факультет при металургійному інституті в Дніпропетровську.
У квітні 1931 — листопаді 1933 року — конструктор, завідувач конструкторського бюро, начальник котельного цеху заводу імені Артема в Дніпропетровську.
Член ВКП(б) з липня 1932 року.
У листопаді 1933 — травні 1935 року — студент Дніпропетровського будівельного інституту.
Одночасно в листопаді 1934 — лютому 1935 року — начальник технічного відділу заводу імені Димитрова в Дніпропетровську.
З травня 1935 до 1937 року — старший інженер-проєктувальник Ленінградського відділення «Промбудпроєкту». До жовтня 1937 року — керуючий Ленінградського відділення «Промбудпроєкту».
У жовтні 1937 — липні 1939 року — керуючий тресту № 46 Народного комісаріату оборонної промисловості СРСР.
1 липня 1939 — 26 лютого 1941 року — заступник начальника Головного управління таборів (ГУЛАГу) НКВС СРСР.
Одночасно з 17 червня до 19 серпня 1940 року — начальник відділу морського будівництва ГУЛАГу. З 19 серпня 1940 до 26 лютого 1941 року — заступник начальника Управління промислового та спеціального будівництва ГУЛАГу НКВС СРСР.
26 лютого — 31 липня 1941 року — начальник Управління технічного постачання будівництв і таборів НКВС СРСР.
31 липня 1941 — 27 червня 1946 року — начальник Управління матеріально-технічного постачання НКВС СРСР.
З 24 липня до серпня 1946 року перебував у розпорядження 1-го Головного управління при Раді міністрів СРСР.
У серпні 1946 — жовтні 1947 року — заступник начальника управління 1-го Головного управління при Раді міністрів СРСР.
У жовтні 1947 — вересні 1950 року — заступник начальника Головного управління «Північморшляху» при Раді міністрів СРСР.
У вересні 1950 — червні 1952 року — керуючий тресту «Свірбуд» та начальник будівництва Верхньо-Свірської електростанції.
У червні 1952 — вересні 1953 року — начальник управління будівництва Ангарської гідроелектростанції (ГЕС) в місті Іркутську.
З вересня 1953 до 1954 року — начальник військової частини 10914 Головспецбуду Міністерства середнього машинобудування СРСР у Ленінградському військовому окрузі. Звільнений з чинного резерву МВС 17 лютого 1954 року із зарахуванням до кадрів Радянської армії.
До травня 1957 року працював заступником начальника управління та начальником будівельного району 164 ВБУ ГУСБ (Головного управління спеціального будівництва) МВС СРСР.
31 травня 1957 року звільнений з органів МВС СРСР (за скороченням штатів). Персональний пенсіонер.
Помер 31 жовтня 1994

## Звання
- майор державної безпеки (14.11.1939)
- інженер-полковник (18.02.1942)
- генерал-майор інженерно-технічної служби (3.09.1944)

## Нагороди
Нагороджений державними орденами та медалями СРСР:
- орден Вітчизняної війни І ст. (16 вересня 1945)
- орден Трудового Червоного Прапора (5 серпня 1944)
- два ордени Червоної Зірки (29 квітня 1943, 6 липня 1945)
- орден «Знак Пошани» (28 листопада 1941)
- медаль «За трудову доблесть» (26 квітня 1940)
- Медаль «За оборону Москви» (1944)
- Медаль «За перемогу над Німеччиною у Великій Вітчизняній війні 1941—1945 рр.» (1945)
- Медаль «У пам'ять 800-річчя Москви» (1947),
- Медаль «30 років Радянській Армії та Флоту» (1948)
- Медаль «20 років перемоги у Великій Вітчизняній війні 1941—1945 рр.» (1965)